# Тусупов Ільяш Ніязбекович
Ільяш Ніязбекович Тусупов (26 січня 1949, місто Бійськ Алтайського краю, тепер Російська Федерація) — радянський діяч, секретар парткому Семипалатинського виробничого об'єднання збірного залізобетону Казахської РСР. Член ЦК КПРС у 1990—1991 роках.

## Життєпис
У 1968 році закінчив Бійський хіміко-механічний технікум Алтайського краю.
У 1968 році працював електрослюсарем Бійського хімічного комбінату.
З 1968 по 1970 рік служив у Радянській армії.
З 1970 року — електрослюсар Бійського хімічного комбінату.
Член КПРС з 1974 року.
У 1975 році закінчив Бійський державний педагогічний інститут Алтайського краю.
У 1975—1977 роках — інструктор Бійського міського комітету ВЛКСМ Алтайського краю.
У 1977—1979 роках — завідувач відділу виконавчого комітету Восточної районної ради народних депутатів міста Бійська.
У 1979—1981 роках — майстер, виконроб госпрозрахункової монтажної дільниці міста Бійська.
У 1981—1983 роках — інженер-нормувальник, старший інженер-нормувальник Семипалатинського авіаційного підприємства Казахської РСР.
У 1983—1987 роках — начальник відділу Семипалатинського виробничого об'єднання збірного залізобетону Казахської РСР.
У 1987—1991 роках — секретар партійного комітету (парткому) Семипалатинського виробничого об'єднання збірного залізобетону міста Семипалатинська Казахської РСР.
Подальша доля невідома.